# Ilattia octo
Ilattia octo är en fjärilsart som beskrevs av George Francis Hampson 1900. Ilattia octo ingår i släktet Ilattia och familjen nattflyn. Inga underarter finns listade i Catalogue of Life.